# Lenkoranjska nizina
Lenkoranjska nizina ili Tališinska nizina (azerski: Lənkəran ovalığı, ruski: Ленкора́нская ни́зменность, Талы́шская ни́зменность) je nizina i jugoistočnom Azerbajdžanu. Prostire se između Tališinskog visočja i Kaspijskog mora. Ime je dobila po Lenkoranju, najvećem gradu u području. Na jugoistoku široka je 5 – 6 km, a na sjeveru 25 – 30 km. Sastavljena je od 4 reliktne terase koje se postepeno izdižu jedna iznad druge k unutrašnjosti i blago su nagete k obali. Izgrađena je od riječnih i marinskih sedimenata, a u njenoj osnovi leže pijesci, gline i šljunak. Priobalni dio nizine je prepun močvara i jezeraca, a uz samu obalu protežu se peščane dine. 
Klima je suptropska i dosta vlažnija u odnosu na susjednu Kura-arasku nizinu. Godišnja količina padalina iznosi 1.400 – 1.700 mm, a maksimalna količina padalina je prisutnaje u jesenjem dijelu godine. Ljeta su veoma topla, s prosječnim srpanjskim temperaturama 24° – 25°C, dok su zime blage sa siječanjskim prosjekom temperature 1,5° – 3,2°C.
Zemljište je ovdje znatno plodnije i to je najvažniji poljoprivredni kraj Azerbajdžana. Plantaški se uzgaja povrće, cvijeće, čaj, riža i duhan. Prirodnu vegetaciju čine listopadne suptropske šume, ali većina njih je degradirana zbog potreba za poljoprivredom. Obale su obrasle trskom, dok u močvarama raste lotos i rijetke šume johe. Šume su bujnije u nešto višim dijelovima u unutrašnjosti (bagrem, hrast, joha).
U južnom dijelu nizine prema Tališinskom visočju nalazi se Hirkanski nacionalni park koji je u potpunosti prekriven šumom. Površina parka je 427,97 km².

## Fauna
| Životinja     | Latinski naziv           | Slika |
| ------------- | ------------------------ | ----- |
|               | Porphyrio poliocephalus  |       |
| Blistavi ibis | Plegadis falcinellus     |       |
| Flamingo      | Phoenicopterus ruber     |       |
|               | Franco linus francolinus |       |
| Labud         | Cygnus                   |       |
| Guska         | Anser                    |       |
| Liska         | Fulica atra              |       |